# Xyloplax turnerae
Xyloplax turnerae – jeden z 3 znanych gatunków kołonic opisany na podstawie osobników znalezionych w okolicach Bahamów na głębokości 2066 m. Posiada krótki przewód pokarmowy w postaci ślepo kończącego się jelita. Odżywia się bakteriami rozkładającymi drewno.